# Yaya-Mama

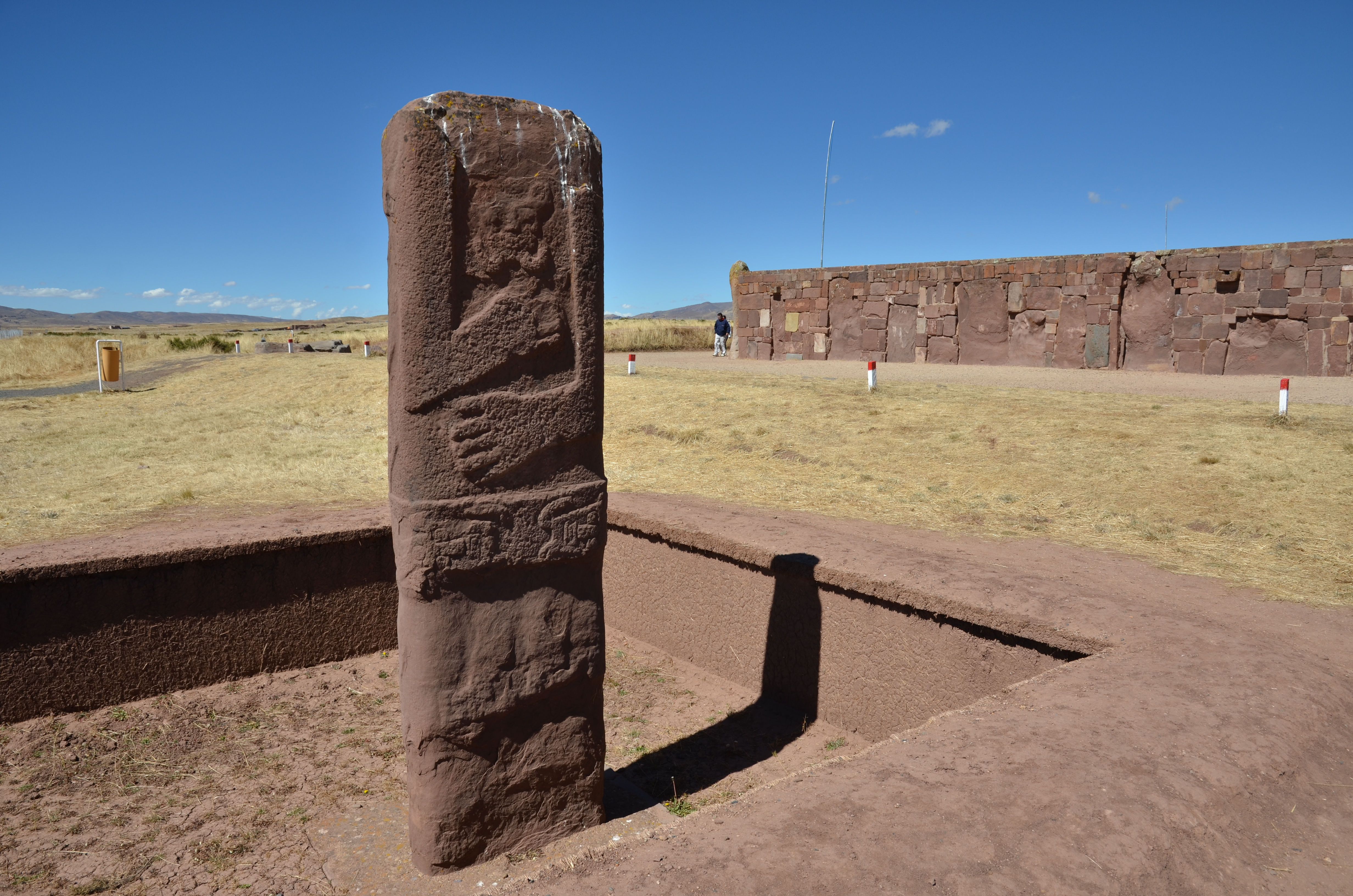
Yaya-Mama-Stele in Tiwanaku

Yaya-Mama (Quechua für Mann-Frau oder Vater-Mutter) ist eine rituelle Tradition, die sich in Südamerika im mittleren Formativum und zum Ende des späten Formativums entwickelte. Eine rituelle Praktik der Yaya-Mama-Tradition war es, große anthropomorphe Stelen in versunkenen Höfen zu positionieren. Aufstrebende Zentren dieser Tradition waren Taraco und Pukara, Qhunqhu Wankani und Tiwanaku.

## Forschungsgeschichte
Karen Mohr Chavez und Sergio Chavez charakterisierten eine rituelle Tradition, die rund um den Titicacasee prävalent war und tauften sie Yaya-Mama.

## Geschichte

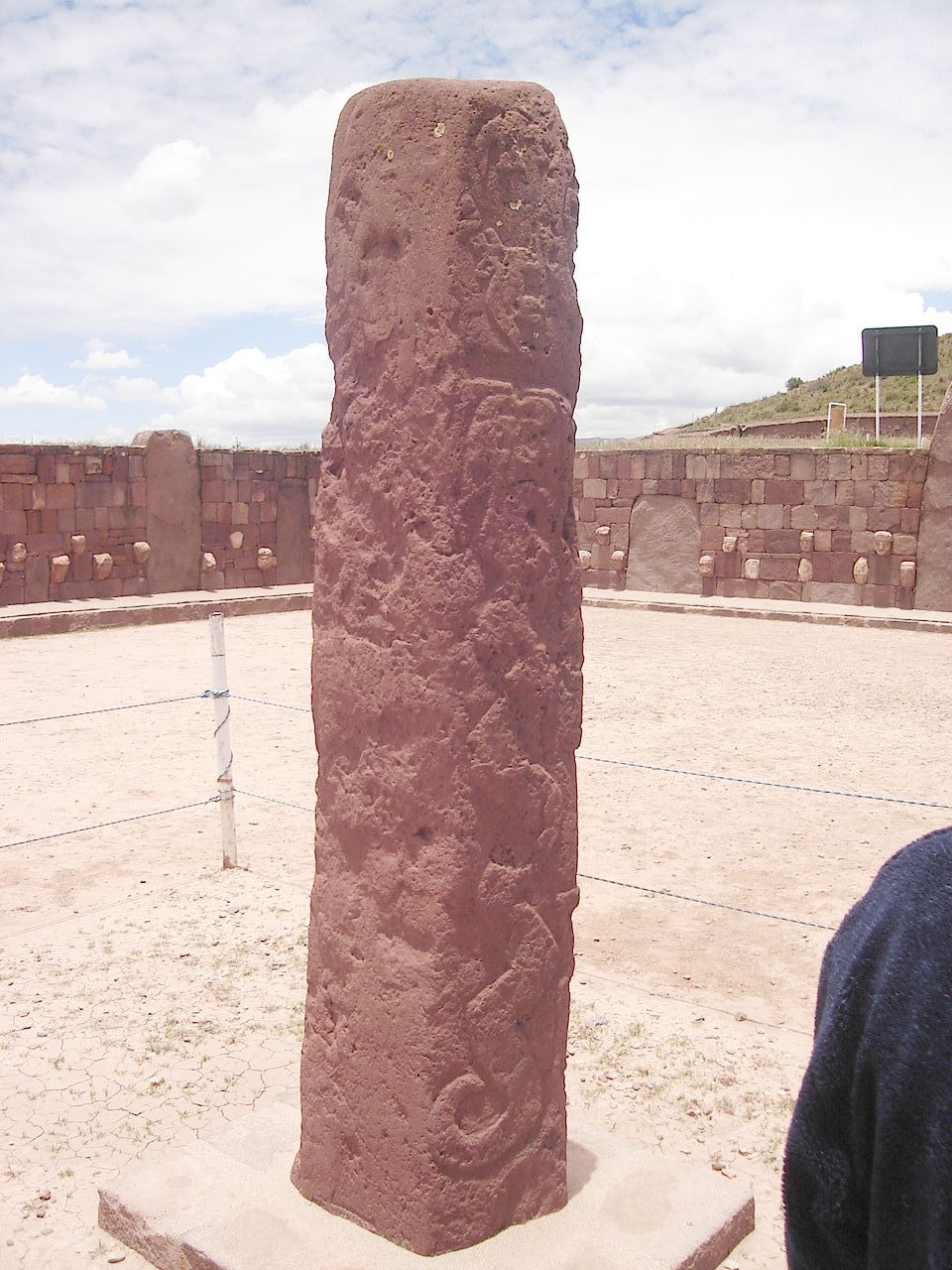
Yaya-Mama Stele namens „El Barbado“ im halbunterirdischen Tempel von Tiwanaku (oft Gegenstand pseudowissenschaftlicher Spekulationen)

Yaya-Mama begann, die Bevölkerung an den Ufern des Titicacasees zwischen 600 und 10 v. Chr. zu vereinen. Ein Merkmal des Yaya-Mama-Stils ist eine bestimmte Ikonografie, die sich in Stelen manifestiert. Stelen dieser Art wurden in Taraco und Chiripa gefunden. Diese Stelen zeigen Flachreliefs von abstrahierten anthropomorphen Figuren, umgeben von schlangenartigen Wesen und einzelnen Köpfen mit strahlenförmigen Anhängseln. Eine der Yaya-Mama-Stätten, Ch'isi, befindet sich auf der Copacabana-Halbinsel.